# Johann Wilhelm Kaiser
Johann Wilhelm (Jan Willem) Kaiser (Amsterdam, 5 januari 1813 – Leiden, 29 november 1900) was een Nederlands kunstenaar en museumdirecteur. Hij was een kind uit een gezin van negen van Duitse immigranten. Zijn oudere broer Friedrich werd bekend als hoogleraar sterrenkunde in Leiden.

## Leven en werk
In 1827 ging hij les volgen aan de Rijksakademie van Beeldende Kunsten in Amsterdam, waar hij later docent werd en in 1859, als opvolger van zijn Franse leermeester Benoit Taurel, directeur van de graveerschool. Hij was vanaf de oprichting van de Rijksakademie in 1870 hoogleraar. In 1873 werd hij tevens directeur van het Rijksmuseum. Beide functies hield hij aan tot zijn pensioen in 1883.
Van werken van Kaiser is niet veel bekend, afgezien van illustraties van boekuitgaven (onder andere de Camera Obscura). Filatelisten kennen hem echter als de ontwerper en graveur van de eerste Nederlandse postzegel, waarvoor hij de opdracht kreeg in 1851. Ook voor de tweede uitgifte uit 1864 werd Kaiser aangezocht een portret van koning Willem III te graveren tot postzegel evenals de eerste postzegel van Nederlands-Indië. Hij kreeg ook enkele opdrachten uit andere landen.
In 1843 trouwde hij met Johanna Buisman (1821-1907), zij kregen samen acht kinderen.
Zijn oudste zoon en naamgenoot (1847-1920) werd ook kunstschilder.
Hij was schoonvader van de natuurkundige en latere Nobelprijswinnaar Hendrik Lorentz, die in 1881 met zijn jongste dochter Aletta Catharina (1858-1931) trouwde.
Een van zijn leerlingen was de bekende etser Petrus Johannes Arendzen.

## Werk van Kaiser

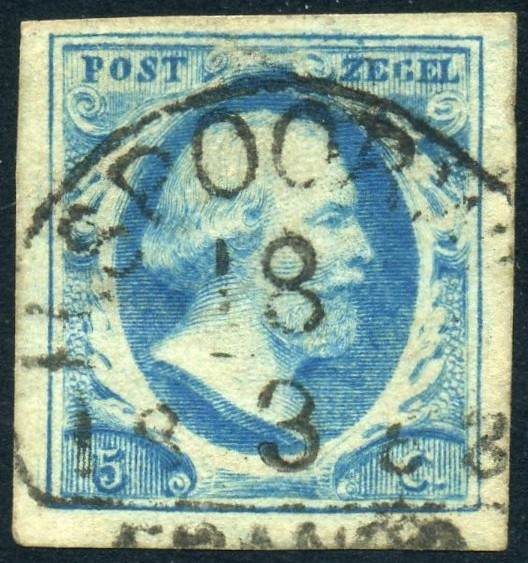
Postzegel 1852
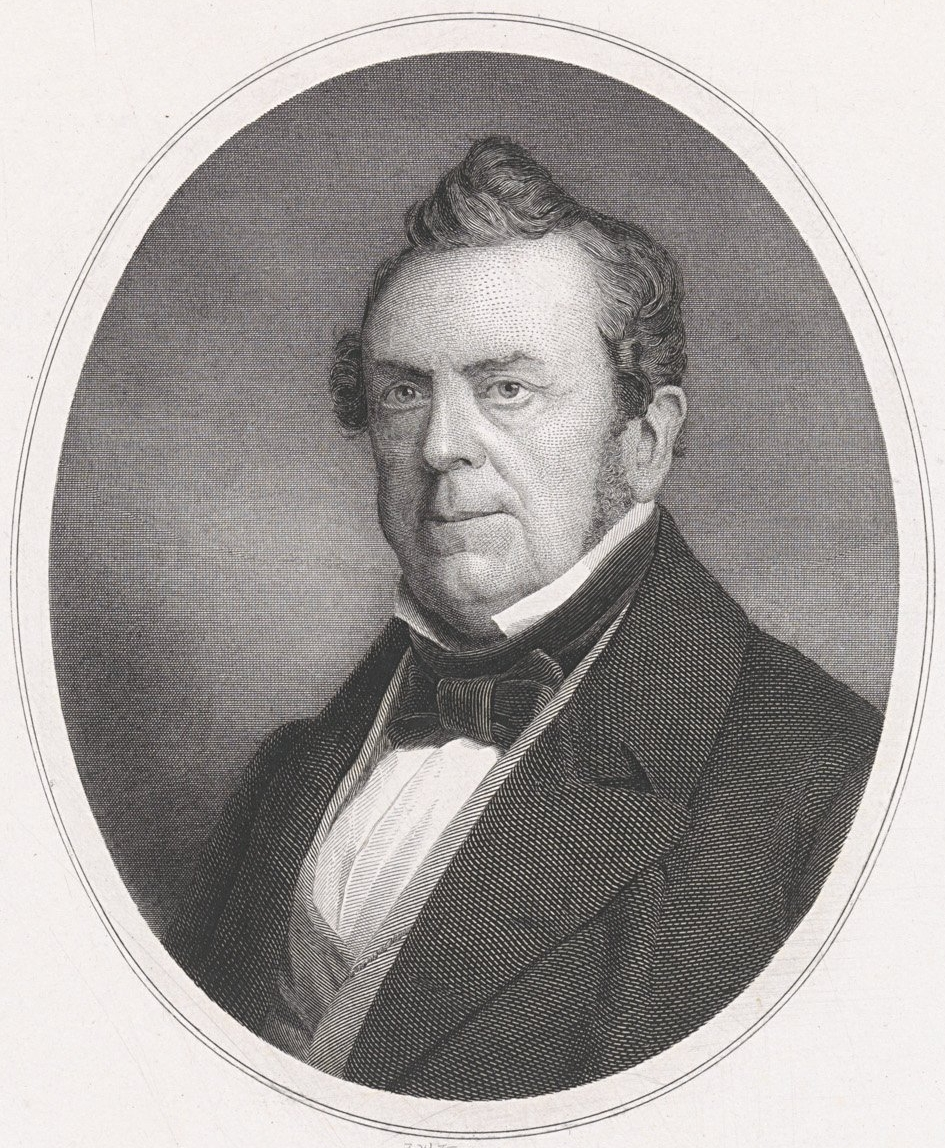
Christiaan Kramm (1864)
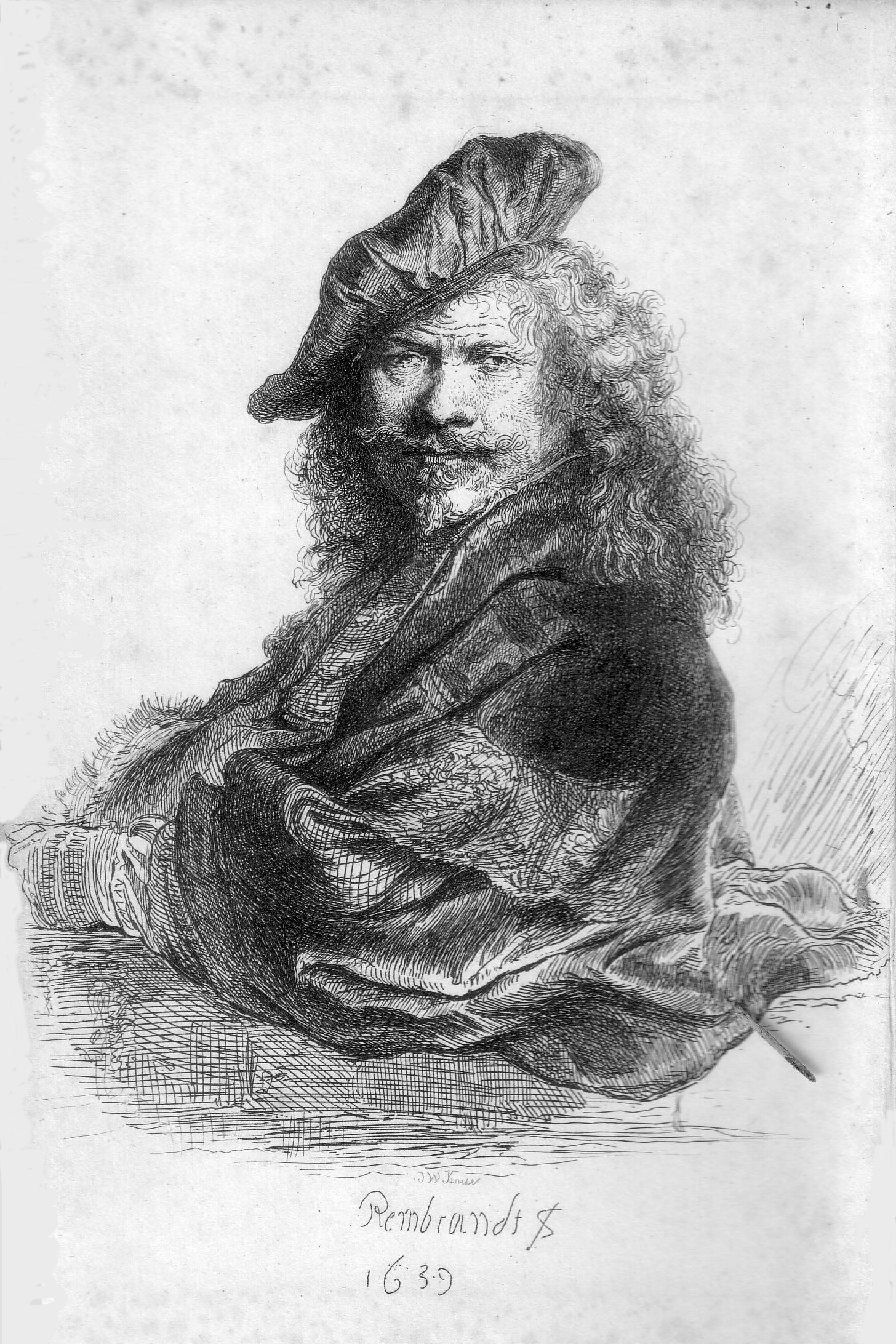
Portret van Rembrandt
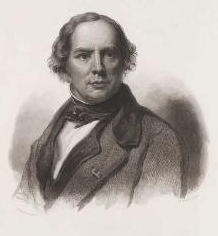
Jan Willem Pieneman
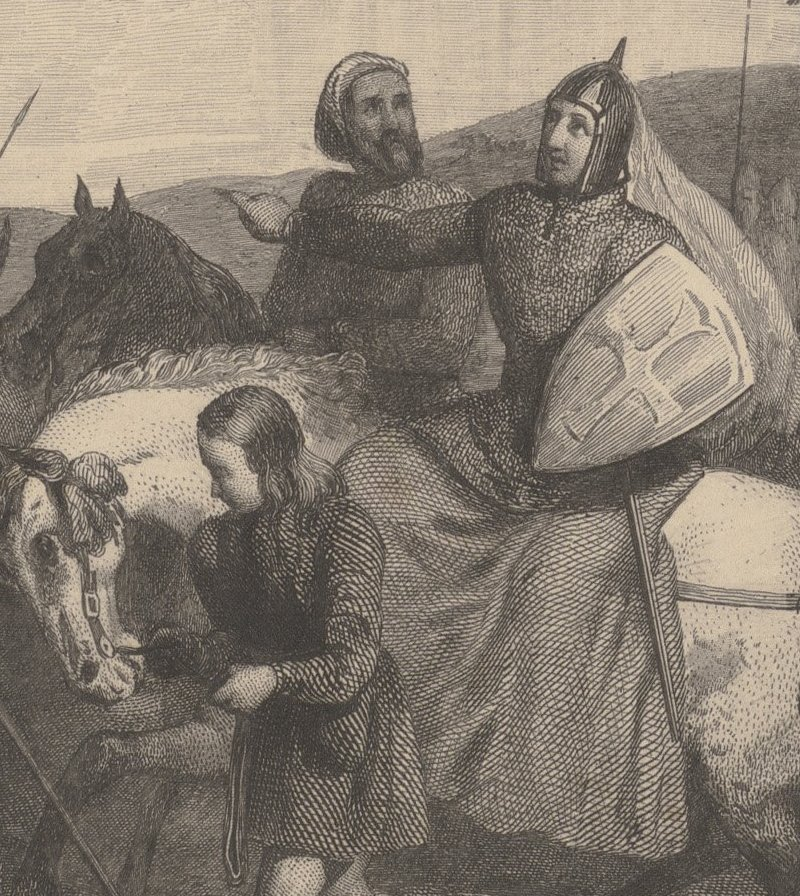
Vrouw Aleid te paard